# Шоу, Фиона
Фио́на Мэ́ри Уи́лсон (англ. Fiona Mary Wilson, более известная как Фио́на Шо́у (англ. Fiona Shaw); род. 10 июля 1958) — ирландская актриса и театральный режиссёр. Наиболее известна ролью Петунии Дурсль в серии фильмов о Гарри Поттере.

## Биография
Фиона Шоу родилась в графстве Корк, Ирландия в семье офтальмолога и преподавательницы химии. Отец наполовину ирландец, наполовину англичанин, а мать — ирландка. Воспитывалась Фиона в традициях римской католической церкви.
Фиона росла девочкой с сильным характером, и всегда предпочитала общество мальчишек.
Увлекалась театром с ранних лет, участвовала в создании любительских спектаклей, любила петь, читать стихи, играть на пианино.
Окончила Ирландский национальный университет в Корке, Ирландия. Изучала драматическое искусство в Королевской академии драматического искусства в Лондоне.
Её заметные театральные роли: Молодая Женщина (Механический), Селия («Как вам это понравится», 1984), мадам де Воланжес («Опасные связи», 1985), Кэтрин («Укрощение строптивой», 1987), Винни («Счастливые дни», 2007), а также в таких спектаклях, как «Электра» (1988), «Добрый человек из Сычуани» (1989), «Гедда Габлер» (1991), «Премьер-мисс Джин Броди» (1998) и «Медея» (2000).
В 1996 году она c большим успехом выступила с поэмой Томаса Элиота «Пустошь» в Театре Свободы, выиграв премию «Драма Деск».
Она получила признание за роль Джулии в спектакле «Соперники» по пьесе Ричарда Шеридана, где продемонстрировала свои способности комедийной актрисы. Несмотря на то, что в ней видели комические способности, на её счету множество драматических ролей.
Шоу также работала в кино и на телевидении. Первая её роль — в телесериале «Приключения Шерлока Холмса» в 1984 году. Также появилась в фильмах «Моя левая нога», «Джейн Эйр», «Доводы рассудка» и в других фильмах, а также в пяти фильмах «Гарри Поттер», где она сыграла тётю Петунию Дурсль.
Фиона также стала постоянным членом актёрского состава телесериала «Настоящая кровь».
В 2001 году стала обладательницей ордена Британской империи.

## Личная жизнь
Шоу — открытая лесбиянка. С 2018 года она состоит в браке с экономисткой Сонали Дераниягалой. Ранее Шоу состояла в отношениях с актрисой Саффрон Берроуз.

## Избранная фильмография
| Год       |    | Русское название                    | Оригинальное название                        | Роль                   |
| --------- | -- | ----------------------------------- | -------------------------------------------- | ---------------------- |
| 1984      | с  | Приключения Шерлока Холмса          | The Adventures of Sherlock Holmes            | мисс Моррисон          |
| 1989      | ф  | Моя левая нога                      | My Left Foot                                 | доктор Айлин Коул      |
| 1990      | ф  | Лунные горы                         | Mountains of the Moon                        | Изабель Арунделл       |
| 1990      | ф  | Трое мужчин и маленькая леди        | Three Men and a Little Lady                  | мисс Ломакс            |
| 1993      | ф  | Супербратья Марио                   | Super Mario Bros.                            | Лина                   |
| 1993      | ф  | Из жизни тайных агентов             | Undercover Blues                             | Новачек                |
| 1995      | тф | Доводы рассудка                     | Persuasion                                   | София Крофт            |
| 1996      | ф  | Джейн Эйр                           | Jane Eyre                                    | миссис Рид             |
| 1997      | ф  | Анна Каренина                       | Anna Karenina                                | графиня Лидия Ивановна |
| 1998      | ф  | Мстители                            | The Avengers                                 | Папа                   |
| 1999      | ф  | Последний сентябрь                  | The Last September                           | Марда Нортон           |
| 2000      | с  | Тёмное королевство                  | Gormenghast                                  | Ирма Прунскволлор      |
| 2001      | ф  | Гарри Поттер и философский камень   | Harry Potter and the Philosopher’s Stone     | Петуния Дурсль         |
| 2002      | ф  | Гарри Поттер и Тайная комната       | Harry Potter and the Chamber of Secrets      | Петуния Дурсль         |
| 2004      | ф  | Гарри Поттер и узник Азкабана       | Harry Potter and the Prisoner of Azkaban     | Петуния Дурсль         |
| 2006      | ф  | Чёрная орхидея                      | The Black Dahlia                             | Рамона Линскотт        |
| 2007      | ф  | Перелом                             | Fracture                                     | судья Робинсон         |
| 2007      | ф  | Гарри Поттер и Орден Феникса        | Harry Potter and the Order of the Phoenix    | Петуния Дурсль         |
| 2009      | ф  | Дориан Грей                         | Dorian Gray                                  | Агата                  |
| 2010      | ф  | Гарри Поттер и Дары Смерти. Часть 1 | Harry Potter and the Deathly Hallows: Part I | Петуния Дурсль         |
| 2011      | ф  | Древо жизни                         | The Tree of Life                             | бабушка                |
| 2011      | с  | Настоящая кровь                     | True Blood                                   | Марни Стонбрук         |
| 2013      | с  | Мисс Марпл Агаты Кристи             | Agatha Christie’s Marple                     | мисс Кэтрин Гриншоу    |
| 2015      | ф  | Пиксели                             | Pixels                                       | премьер-министр        |
| 2016      | с  | Нулевой канал                       | Channel Zero                                 | Марла Пейнтер          |
| 2017      | с  | Изумрудный город                    | Emerald City                                 | Момби                  |
| 2018—2022 | с  | Убивая Еву                          | Killing Eve                                  | Кэролин Мартенс        |
| 2019      | с  | Дрянь                               | Fleabag                                      | психотерапевт          |
| 2020      | ф  | Аммонит                             | Ammonite                                     | Элизабет Филпот        |
| 2020      | ф  | Энола Холмс                         | Enola Holmes                                 | мисс Харрисон          |
| 2022      | с  | Андор                               | Andor                                        | Маарва Андор           |
| 2024      | ф  | Воображаемые друзья                 | IF                                           | Маргарет, бабушка Беа  |
| 2024      | с  | Заговор сестёр Гарви                | Bad Sisters                                  | Анджелика Коллинз      |
| 2025      | ф  | Горячее молоко                      | Hot Milk                                     | Роуз                   |

## Награды и номинации
| Награда               | Год     | Категория                                                     | Название работы                                              | Результат |
| --------------------- | ------- | ------------------------------------------------------------- | ------------------------------------------------------------ | --------- |
| Эмми                  | 2019    | Лучшая женская роль второго плана в драматическом телесериале | Убивая Еву                                                   | Номинация |
| Эмми                  | 2019    | Лучшая приглашённая актриса в комедийном телесериале          | Дрянь                                                        | Номинация |
| BAFTA TV              | 2019    | Лучшая женская роль второго плана                             | Дрянь                                                        | Победа    |
| Премия Лоренса Оливье | 1986    | Лучшая роль второго плана                                     | Как вам это понравится / Мефисто                             | Номинация |
| Премия Лоренса Оливье | 1989—90 | Лучшая женская роль в пьесе                                   | Электра / Как вам это понравится / Добрый человек из Сычуани | Победа    |
| Премия Лоренса Оливье | 1992    | Лучшая женская роль в пьесе                                   | Гедда Габлер                                                 | Номинация |
| Премия Лоренса Оливье | 1994    | Лучшая женская роль в пьесе                                   | Машиналь                                                     | Победа    |
| Премия Лоренса Оливье | 2008    | Лучшая женская роль в пьесе                                   | Счастливые дни                                               | Номинация |
| Драма Деск            | 1997    | Лучшее сольное выступление                                    | Бесплодная земля                                             | Победа    |
| Драма Деск            | 2003    | Лучшая женская роль в пьесе                                   | Медея                                                        | Номинация |
| Драма Деск            | 2008    | Лучшая женская роль в пьесе                                   | Счастливые дни                                               | Номинация |